# Secuana

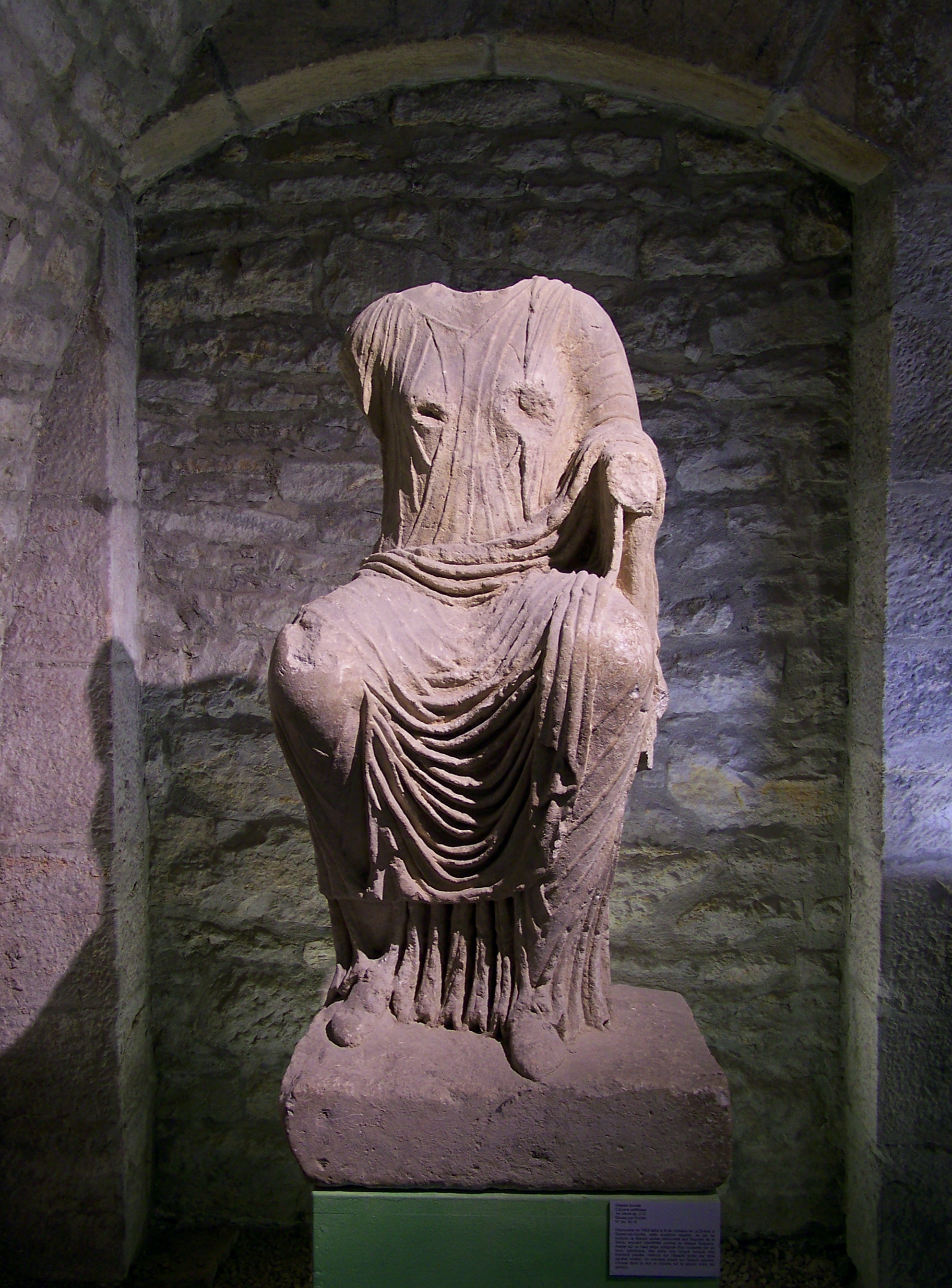
Posible representación de Secuana, descubierta en Gissey-sur-Ouche (Côte-d'Or), Francia.

En la religión galo-romana, Secuana o Sequana era la diosa y personificación del río Sena, en particular de los manantiales en el nacimiento del Sena, y de la tribu gala de los Sequani. Los manantiales, llamados las Fontes Sequanae ("Los manantiales de Sequana") se encuentran en un valle en la meseta de Langres, al noroeste de Dijon, en Borgoña.
Allí fue donde en los siglos II a. C. o I a. C. se establecería un santuario y centro de curación. Este santuario fue asimilado más tarde por los romanos, construyendo dos templos, un recinto de columnas y otras estructuras relacionadas con los manantiales y unas especies de piscinas donde los fieles podían sumergirse. En el templo de Sequana se dejaban ofrendas votivas, incluyendo un gran vaso inscrito con su nombre y lleno de joyas de plata y oro, monedas y sobre todo, las diferentes partes del cuerpo humano, en madera, piedra, bronce o plata que representarían las zonas del cuerpo que la diosa debía sanar: piernas y brazos, órganos internos, cabezas y cuerpos completos. Dentro de esta esperanza de curación a través de la fe y la autosugestión, se incluían también las enfermedades respiratorias y las enfermedades de los ojos, como la miopía. Los peregrinos son representados a menudo en estatuas y relieves llevando ofrendas a la diosa, incluyendo dinero, fruta o su mascota preferida, ya sea un perro o un pájaro.

## Representación
Fue representada con frecuencia en forma de una joven, de pie sobre una barca. Se han encontrado diferentes estatuillas votivas con esta representación a lo largo del Sena.
En el Museo Arqueológico de Dijon se conserva una estatua de bronce de una joven, envuelta en larga vestimenta, con una diadema en la cabeza, que probablemente representara a Secuana. Está de pie sobre una barca, cuya proa tiene la forma de la cabeza de un pato.

## Inscripciones
Se han encontrado hasta ocho inscripciones de la diosa, todas en los alrededores del nacimiento del Sena. En siete de ellas es invocada como Deae Sequanae y en otra como Secuanae. 
La inscripción (CIL 13, 02858) dice:
Au(gusto) sac(rum) d(eae) Sequan(ae) e[x] / moni[tu]
y la (CIL 13, 02862):
Aug(usto) sac(rum) / d(e)ae Seq(uanae) / Fl(avius) Flav(i)n(us) / pro sal(ute) / Fl(avi) Luna(ris) / nep(otis) sui / ex voto / v(otum) s(olvit) l(ibens) m(erito)
La inscripción (CIL XIII 02863) contiene errores que pueden dar una pista sobre la pronunciación original del nombre de la diosa en galo:
Aug(usto) sac(rum) d<e=O>a(e?) / <p=B>ro(!) / Se<q=C>uan(ae) / pro(!) / C(aius) M[3] / v(otum) s(olvit) l(ibens) m(erito)